# The Frustrated Elopement
The Frustrated Elopement è un cortometraggio muto del 1902 diretto da Percy Stow e interpretato da May Clark.

## Trama
Un giovanotto tira dei sassolini contro la finestra dell'amata, posando una scala per farla scendere dal balcone. Ma il padre di lei, infuriato, interviene e ordina al ragazzo di riportare la figlia nella sua stanza. Poiché i due non obbediscono, l'uomo tira in testa al giovane un secchio pieno d'acqua.

## Produzione
Il film fu prodotto dalla Hepworth.

## Distribuzione
Distribuito dalla Hepworth, il film - un cortometraggio della lunghezza di trenta metri - uscì nelle sale cinematografiche britanniche nel giugno 1902. Negli Stati Uniti il film fu distribuito dall'American Mutoscope & Biograph e quindi dalla Kleine Optical Company.